# Philippus II van Macedonië

Macedonië in 336 v.Chr.

Philippus II (ook Philippos II of Filips II; Grieks: Φίλιππος Β' ο Μακεδών) was koning van Macedonië van 359 tot 336 v.Chr., uit het huis der Argeaden.

## Familie
Philippus II werd in 382 v.Chr. geboren in Pella als jongste zoon van Amyntas III van Macedonië en diens tweede vrouw Eurydice, een Illyrische prinses. Zijn broers waren Perdiccas III en kroonprins Alexander II van Macedonië en hij was de oom van Amyntas IV. Hij was vader van Alexander III, later bekend als Alexander de Grote, die hij had verwekt bij Olympias, en van de latere koning Philippus III van Macedonië, die hij bij een bijvrouw verwekte.
Philippus was een directe afstammeling van alle koningen van Macedonië, van Perdiccas I tot en met Alexander I. Hij was ook de kleinzoon van Arrhidaeus, en daarmee achterkleinzoon van de vijfde zoon van Alexander I. Hij had ook een zus, Eurynoë, en een zwager, Ptolemaeus I.

## Jeugd en verblijf in Thebe
Hij werd in 382 v.Chr. in Pella geboren als jongste zoon van Amyntas III en diens tweede vrouw Eurydice. Zijn moeder, die had leren lezen en schrijven aan het Macedonische hof, onderwees hem en gaf hem een gezonde opvoeding en een hoop kennis mee die hem later van pas zouden komen. Mogelijk kreeg hij net als zijn zoon ook een zeer goede militaire training. Philippus II werd al gauw een zelfverzekerde jongeman die misschien een grote koning zou worden. Toen hij geboren werd, werd Macedonië steeds zwakker ten gevolge van interne conflicten, en toen in 370 v.Chr. zijn vader stierf, werd Philippus' oudste broer Alexander II minderjarig koning van Macedonië. Ptolemaeus werd tot zijn regent benoemd, maar Alexander en Ptolemaeus kregen hevige ruzie, wat ontaardde in een burgeroorlog in 369 v.Chr. De Thebaanse generaal Pelopidas regelde een vredesverdrag, en om er zeker van te zijn dat ze zich er beiden aan zouden houden nam Pelopidas dertig zonen van belangrijke personen, en Philippus zelf, als gijzelaars mee naar Thebe. Daar werd Philippus goed behandeld, maakte hij kennis met de nieuwste strijdtactieken en wapenuitrustingen van Epaminondas en kreeg hij een gedegen opleiding. Uiteindelijk vermoordde Ptolemaeus Alexander alsnog en besteeg hij de troon. Philippus' oudere broer Perdiccas III pleegde daarop een staatsgreep en vermoordde Ptolemaeus. In 359 v.Chr. leed Perdiccas een gigantische nederlaag tegen de Illyriërs onder koning Bardylis, waarna zijn minderjarige zoon Amyntas IV koning werd en Macedonië zich op een dieptepunt bevond. Philippus was ondertussen teruggekeerd naar Macedonië en had al onder de regering van zijn broer een hoop ambten bekleed, een eigen leger gekregen en zelfs een groot deel van Oost-Macedonië bestuurd, en werd, 23 jaar oud, tot regent van amyntas benoemd. Macedonië was op dat moment gigantisch verzwakt. Decennia van burgeroorlogen, intriges en moordaanslagen hadden het politieke bestuurssysteem ondermijnd, de militaire kracht van Macedonië zwaar doen afnemen en voor een grote economische terugval gezorgd, waardoor het tijdens Archelaüs I eens machtige koninkrijk een wrak geworden was. Ook stroomden van alle kanten vijanden binnen, zoals de noordelijke Balkanstammen, maar bovenal de Illyriërs, die grote delen van het noorden bezet en het zuiden geplunderd hadden en waarvan gedacht werd dat ze al snel heel Macedonië veroverd zouden hebben. Ook had de dood van Perdiccas ervoor gezorgd dat een aantal troonpretendenten weer hoop kregen: Argaeus, die tijdelijk koning was geweest en steun kreeg van Athene, en diens broer Pausanias, die steun kreeg van Cotys, de koning van Odrysië. Ook was Macedonië sinds de moord op Archelaüs I van Macedonië feitelijk verdeeld in een noordelijk deel, waar bergkoninkrijkjes lagen, en een laaggelegen zuidelijk deel, waar de koning wel de macht had en waar een hoop Macedonische stammen vrijwel volledig autonoom geworden waren en nog maar losjes verbonden waren met de koning.

## Philippus de koning
Na een paar maanden regentschap riep Philippus zich in 359 v.Chr. uit tot koning en stootte hij zijn neef van de troon. Datzelfde jaar nog werd hij erkend door de Macedonische legervergaderingen als nieuwe koning. Hij zag zijn jonge neef niet als bedreiging, en om hem tevreden te houden gaf hij hem de hand van zijn dochter. Op dit voor Macedonië cruciale moment toonde Philippus zich een kundig strateeg, bestuurder en diplomaat. Hij schakelde alle troonpretendenten uit, creëerde weer een sterk centraal bestuur, maakte een einde aan de invloed van lokale machthebbers, versloeg alle indringers, en wist na een aantal veldslagen waarin hij de Illyriërs compleet afslachtte deze helemaal naar huis te verdrijven. Ook versloeg en doodde hij Bardylis, die verantwoordelijk was voor de dood van zijn broer Perdiccas III, en bracht generaal Parmenion de Illyrische koning Grabus een zware nederlaag toe. Hij slaagde er ook in het noorden en andere grensgebieden weer bij het rijk te voegen, voor een sterke politieke eenheid te zorgen en een einde te maken aan de economische achteruitgang. Zelfs zorgde hij weer voor grote economische bloei en het weer vullen van de schatkist en probeerde hij om hiermee en met zijn kennis, veel hulpmiddelen en de hulp van zijn slimme generaals zoals Parmenion, het leger weer in net zo'n machtige oorlogsmachine te veranderen als uit de tijd van Archelaüs I van Macedonië. Philippus rekende ondertussen ook met de laatste twee troonpretendenten af: Cotys werd vermoord, en zijn opvolger liet in ruil voor geld Pausanias executeren. Athene stuurde Argaeus met een vloot en leger naar Macedonië, maar de expeditie liep uit op een ramp en Argaeus werd verslagen en gevangengenomen. Philippus was nu alleenheerser van een verenigd koninkrijk dat weer een sterke politieke eenheid vormde, een krachtig bestuurssysteem had en over grote rijkdom en een van de machtigste legers van de wereld beschikte. Hij liet ook de infrastructuur herstellen en maakte op alle andere punten Macedonië weer tot de grootmacht uit de tijd van Archelaüs I. Hij zette diens bewind en de bloei van destijds voort en zorgde voor een nog grotere groei van de rijkdom en macht van Macedonië. Zo werd Macedonië succesvoller en machtiger dan ooit tevoren. Philippus liet veel wegen aanleggen, bevorderde de handel en ontdekte ook verscheidene mijnen, waardoor hij veel munten kon laten slaan en zich nog meer rijkdom verwierf.
Philippus II versterkte ook de banden met alle Macedonische stammen, zorgde ervoor dat hij weer veel invloed op ze kreeg en dat ze hun autonomie verloren. Hij bevorderde ook de verstedelijking door verschillende steden te bouwen en door seminomadische stammen ertoe aan te zetten zich aan beroepen in de stad of aan het boerenbestaan te wijden. Philippus II zorgde ook voor minder misdaad, een goed rechtssysteem, goede wetten en rust en orde in Macedonië. Philippus brak ook de grote macht van de adel. Hij nam veel meer mensen in deze stand op, waardoor hun functies telkens minder waard werden. En hij liet de legers voortaan niet meer door de stamvorsten zelf leiden, maar stelde persoonlijk generaals aan. Philippus compenseerde zijn hervormingen door de adel (die als ruiters dienden in het leger) tevreden te stellen met oorlogsbuit.
Philippus II stond bekend als een groot feestganger, sportman en vrouwenliefhebber. Hij had een sterk lichaam en veel ambities, had veel humor, lachte vaak en kon mensen heel vriendelijk ontvangen. Ook was hij een groot drinker en was hij zeer intelligent.
Philippus gebruikte zijn kennis uit Thebe om het leger in een nog doeltreffender wapen te veranderen. Hij liet de troepen beter bewapenen en organiseren en voerde een nieuwe lans in, de sarissa. Dit ging echter wel ten koste van de beweeglijkheid van het leger. Daarom maakte Philippus tevens de cavalerie belangrijker. Veroverd land liet hij leiden door Macedonische adel. De overwonnenen werden dan pachters of horigen die belasting moesten betalen en ook als soldaat moesten dienen in het Macedonische leger. De adel waren de ruiters en de officieren, de bevolking van Macedonië diende als voetvolk. Daarnaast was er ook nog de garde infanterie, de Thessalische ruiters, de dienstplichtigen. Ook gebruikte Philippus zijn grote rijkdom om huurlingen te werven. De zonen van edelen werden pages aan het hof, en naarmate er meer succes was, waren des te meer edelen bereid hem te volgen.

## Balkanoorlogen
Hij slaagde erin om veel volkeren uit hoog- en laaglanden te verenigen en ze zover te krijgen dat ze met hem meevochten voor het Macedonische burgerrecht.
Met dit sterke leger én met zijn geld vestigde hij het Macedonische gezag over de omringende stammen en grensgebieden. Daarna viel hij Illyrië binnen en maakte ook dit tot onderdeel van zijn rijk. Ook maakte hij gebruik van het feit dat het rijk der Odrysen weer in verval was geraakt, veroverde heel dit rijk, en onderwierp ook alle andere Thracische stammen. Vervolgens onderwierp hij ook een hele hoop andere Balkanvolkeren en breidde het Macedonische rijk uit tot aan de Donau en de Adriatische kusten. Ten slotte probeerde hij de door onderlinge oorlogen fel verzwakte Grieken te onderwerpen.

## Inval in de Griekse wereld
Hij koos de kant van de Thessalische Bond in het onderlinge conflict in Thessalië en de kant van Delphi in de Derde Heilige Oorlog tegen Phocis. Op deze manier slaagde hij erin in 346 v.Chr. een zeer groot deel van Noord-Griekenland te bezetten, Phocis een zware schatting op te leggen en zich de volledige trouw te verwerven van Delphi en de Thessalische Bond.
In de Griekse steden van het zuiden besteedde men weinig aandacht aan de opkomst van Macedonië. Slechts enkele vooruitziende politici doorzagen wat Philippus in zijn schild voerde. De Atheense redenaar Demosthenes wist met zijn spreekwoordelijk geworden filippica's een overtuigend vijandbeeld te schilderen, zodat het ten slotte lukte een coalitie tegen Philippus te smeden van Athene, Thebe, Achaea, de Boeotische Bond en vele kleinere zuidelijke Griekse steden. Deze coalitie vormde echter lang niet zo'n effectieve eenheid als die tijdens de Grieks-Perzische Oorlogen. Ze waren na een eeuw van onderlinge strijd militair nog tamelijk zwak, hun middelen waren uitgeput en hun schatkisten leeg. Een politieke eenheid was ver te zoeken, en in militair opzicht stelden ze niet veel voor. Ook al slaagden ze erin om Philippus' beleg van Byzantion te laten mislukken, toch trok hij in 338 v.Chr. zijn strijdkrachten samen en trok samen met zijn generaals en zijn zoon Alexander ten strijde tegen de verenigde Helleense legers. In de slag bij Chaeronea versloeg hij ze vernietigend, en bijna alle Griekse soldaten sneuvelden. Een kleine groep raakte gewond, een nog kleinere groep werd gevangengenomen en een minuscule groep ontsnapte. Hierna hoefde Philippus de steden alleen nog te belegeren en in te nemen. Tegen de traditie in zocht hij vriendschappelijke contacten en verenigde ze in de Korinthische Bond, waarin ze beloofden elkaar niet meer te bevechten en Philippus volledige steun te verlenen in de vorm van geld, voorraden en soldaten. Philippus werd hegemon (leider en bevelhebber) van de Griekse steden, waar ook Macedonische tirannen en garnizoenen werden gevestigd en ambtenaren een oogje in het zeil hielden. Sparta was de enige die dit verbond niet erkende, wat Philippus accepteerde. Als hegemon liet hij zich de opdracht geven Perzië te bestrijden. Officieel was dit om de Perzische Oorlogen te wreken, in werkelijkheid omdat zijn expansie in Thracië hem vroeg of laat toch met Perzië in conflict zou brengen en omdat hij de Ionische kuststeden onder zijn invloed wilde brengen. In 337 v.Chr. liet hij zijn generaals Attalus, Parmenion, Amyntas en Andromenes een inval doen in Azië. Ze werden echter verslagen en teruggedreven door de Perzische generaal Memnon van Rhodos, waarna Philippus een nieuwe invasie voorbereidde. Hij werd echter in 336 v.Chr. vermoord voordat hij klaar was met de voorbereidingen.

## Philippus' generaals
Interessant is dat Alexander III de Grote en Philippus II niet alleen grote persoonlijkheden waren, maar ook beiden uitstekende generaals hadden die hen steunden bij hun ambities. De belangrijkste generaals van Philippus waren Parmenion, Antigonus I Monophthalmus, Clitus, Polyperchon, Antipater, Attalus, Eumenes van Cardië, Amyntas en Andromenes. Deze hielpen hem allemaal met het verbeteren van het Macedonische leger, het herstellen van de Macedonische macht, het verjagen van alle vijandelijke volkeren, het onderwerpen van de Grieken en het zoeken van goede diplomatieke betrekkingen. Het waren allemaal op zich grote persoonlijkheden met een hoop talenten, en ze zijn allemaal een belangrijke steun geweest voor Philippus. De meesten van hen dienden ook nog onder Philippus' zoon Alexander III de Grote en steunden deze bij diens veldtochten. De meesten van hen vochten zelfs nog om de macht na de dood van Alexander de Grote. Ze waren allemaal van adellijke afkomst, en hun kinderen werden pages aan het hof en later ook generaals.

## Philippus en zijn familie
Philippus' persoonlijke leven is een verhaal apart. Hij trouwde op vierentwintigjarige leeftijd, wat erg oud is voor een hellenistisch vorst, met Olympias. In 356 v.Chr. kregen zij een zoon, Alexander III, later bekend als Alexander de Grote, en een jaar later ook een dochter, Cleopatra. Philippus nam naar hellenistisch gebruik ook een hoop bijvrouwen, met ook een groeiend aantal bastaarden tot gevolg, waaronder ook de latere vorst Philippus III. Maar Olympias was zijn echte vrouw en jarenlang ook zijn enige echte liefde. Maar geleidelijk aan bekoelde de relatie. Er waren een aantal huwelijksproblemen: Olympias was erg eerzuchtig en zeer bemoeiziek, zelfs ten aanzien van Philippus' regeringszaken. Ook begon ze jaloers te worden op de nieuwe jonge bijvrouwen die ze als een bedreiging zag voor haar zoon Alexander. En dan had je nog de verschillen in godsdienst: Philippus geloofde in de Helleense goden en vervulde trouw de formele verplichtingen. Hij was dol op godenverhalen, maar net als veel Hellenen richtte hij zich op de concrete werkelijkheid. Olympias daarentegen was een fanatieke aanhangster van mysteriediensten, waarbij de betrokkenen zich vol extase overgaven aan wilde rituelen. Dat was ze al sinds ze een meisje was. De gelovigen dachten ook regelmatig in contact te komen met goden op aarde, die zich vaak toonden in de gedaante van een dier. Zo beweerde Olympias zelfs dat Alexander in werkelijkheid de zoon van Zeus was in slangengedaante. Het is begrijpelijk dat Philippus II zich ergerde aan haar jaloezie, haar bemoeienis en de inmenging van een goddelijke slang in het koninklijke bed. En ook dat Olympias haar oude godsdienst wilde blijven beoefenen. En zo, onder deze gespannen omstandigheden, ontmoette Philippus Cleopatra, de nicht van zijn generaal Attalos. Hij raakte smoorverliefd en besloot met haar te trouwen. Uiteraard bleef Olympias, zijn hoofdvrouw, de moeder van zijn erfgenaam, maar Cleopatra kreeg een hogere positie dan bijvrouw, en de ambitieuze Attalus vormde ook een probleem. Op Philippus' huwelijksfeest zei zijn generaal Attalos, ladderzat, dat hij hoopte dat zijn nicht Cleopatra koning Philippus II een echte erfgenaam zou schenken. Toen Philippus hierop geen kritiek uitte, zei Alexander uiterst beledigd: "Ben ik dan een bastaard?", waarna hij zijn drinkbeker naar Attalus gooide. Koning Philippus II probeerde op te staan, maar door zijn zattigheid viel hij, waarop Alexander zei: "Is dit de man die jullie van Griekenland naar Perzië moet brengen? Hij haalt het niet eens van de ene bank naar de andere." Zwaar beledigd verliet Alexander Macedonië. Hij ging naar Illyrië en Olympias naar Epirus. Philippus regelde echter al gauw een verzoening: hij bood zijn excuses aan Alexander aan en zei hem dat hij hem nooit als opvolger had willen vervangen en dat hij altijd zijn opvolger zou blijven. En voor Olympias regelde hij een huwelijk tussen hun dochter en Olympias' broer Alexander van Epirus. Zo slaagde Philippus II erin om een einde te maken aan de gespannen situatie.

## Moord op Philippus
In 336 v.Chr. werd Philippus II door Pausanias op het eerder genoemde huwelijk van zijn dochter Cleopatra vermoord in het theater van Aigai. Aristoteles startte een moordonderzoek dat tot 330 v.Chr. zou voortduren.  
Omtrent de moord bestonden vele theorieën. Volgens de eerste vermoordde Pausanias hem om persoonlijke redenen: Philippus' schoonoom Attalos zou Pausanias hebben laten mishandelen en Philippus zou dit ongestraft hebben gelaten, omdat hij het te druk had. Waarop Pausanias wraak wilde nemen op Philippus. Volgens de tweede theorie zouden Olympias en Alexander Pausanias ertoe hebben aangezet Philippus te vermoorden, opdat Alexander geen concurrentie om de troon zou hebben van Caranus, de zoon van Philippus en zijn nieuwe vrouw Cleopatra. Dit lijkt echter onwaarschijnlijk, omdat Olympias en Philippus hun ruzies alweer hadden bijgelegd en Olympias wel zal hebben beseft dat de belangen van haarzelf, haar dochter Cleopatra en haar zoon Alexander veel meer gediend waren met een levende Philippus dan een dode. Alexander was niettemin een hoofdverdachte omdat harde woorden waren gevallen tussen hem en zijn vader. Volgens de derde theorie zouden de Grieken achter de aanslag zitten. Er is echter geen enkel argument dat dit ondersteunt. De vierde theorie is dat de Perzen erachter zaten. Darius III zou Pausanias ertoe hebben aangezet en zelfs betaald hebben om Philippus te vermoorden en geholpen hebben bij een ontsnappingsplan en een manier om zo dicht mogelijk bij Philippus te komen. De belangrijkste argumenten hiervoor zijn dat de Perzen al vaker aan omkopingen en samenzweringen deden om politieke tegenstanders te laten verdwijnen en, in het geval van Philippus, werd verwacht dat de enige bedreiging voor het Perzische rijk om zeep zou worden geholpen. Ook beweerde Darius III zelf dat hij Philippus had laten vermoorden, wat in Pella werd geloofd. Dat Alexander dit zelf ook geloofde, blijkt uit een brief die een boodschapper namens hem aan Darius II overhandigde, zo vermeldt Diodorus Siculus. De Perzen hadden bovendien door Memnon van Rhodos veel kennis van het Macedonische hof en konden hierdoor deze moord gemakkelijk laten plegen. Al met al lijkt het daardoor waarschijnlijk dat Darius III Philippus II heeft laten vermoorden.
Na Philippus' dood was de belangrijkste vraag wie hem zou opvolgen. Antipater riep Alexander meteen uit tot koning op het bruiloftsfeest en alle edelen in de zaal stemden er meteen mee in, zodat Alexander gelijk al een flinke aanhang had. Alexander slaagde er ook in de steun van generaal Parmenion te verwerven en al gauw kreeg hij ook beloftes van trouw van een hoop soldaten. Alexander werd meteen naar het paleis gebracht, waar hij zwaar bewaakt werd. Hij kon nu rekenen op de steun van Antipater en Parmenion, een groot aantal edelen en het merendeel van de troepen. En bij de legervergadering werd Alexander erkend als nieuwe koning van het Macedonische Rijk, aangezien Philippus Arrhidaeus zwakbegaafd was en Caranus, (de zoon van Philippus' nieuwe vrouw Cleopatra), nog een baby was. Om zijn positie op de troon te verzekeren vermoordde Alexander Caranus en Cleopatra, gaf hij Parmenion de opdracht Attalus uit de weg te ruimen en liet hij zijn neef Amyntas IV veroordelen. Zo werd Alexander de nieuwe koning, maar wel van een rijk dat op het punt stond in te storten, want de voornaamste bindingsfactor in het Macedonische Rijk was de persoonlijkheid van Philippus II. Nu die vermoord was, kwamen Thracië en Illyrië in opstand, begonnen de Geten en Tribballiërs een oorlog tegen Macedonië en zeiden Griekse stadstaten hun verdrag met Macedonië op, hierin gesteund door Perzisch goud. Alexander zou moeten bewijzen dat hij een nog groter heerser was dan zijn vader. Hij slaagde hierin en leidde zelfs Macedonische legers over de Indus tot in India.

## Graf gevonden

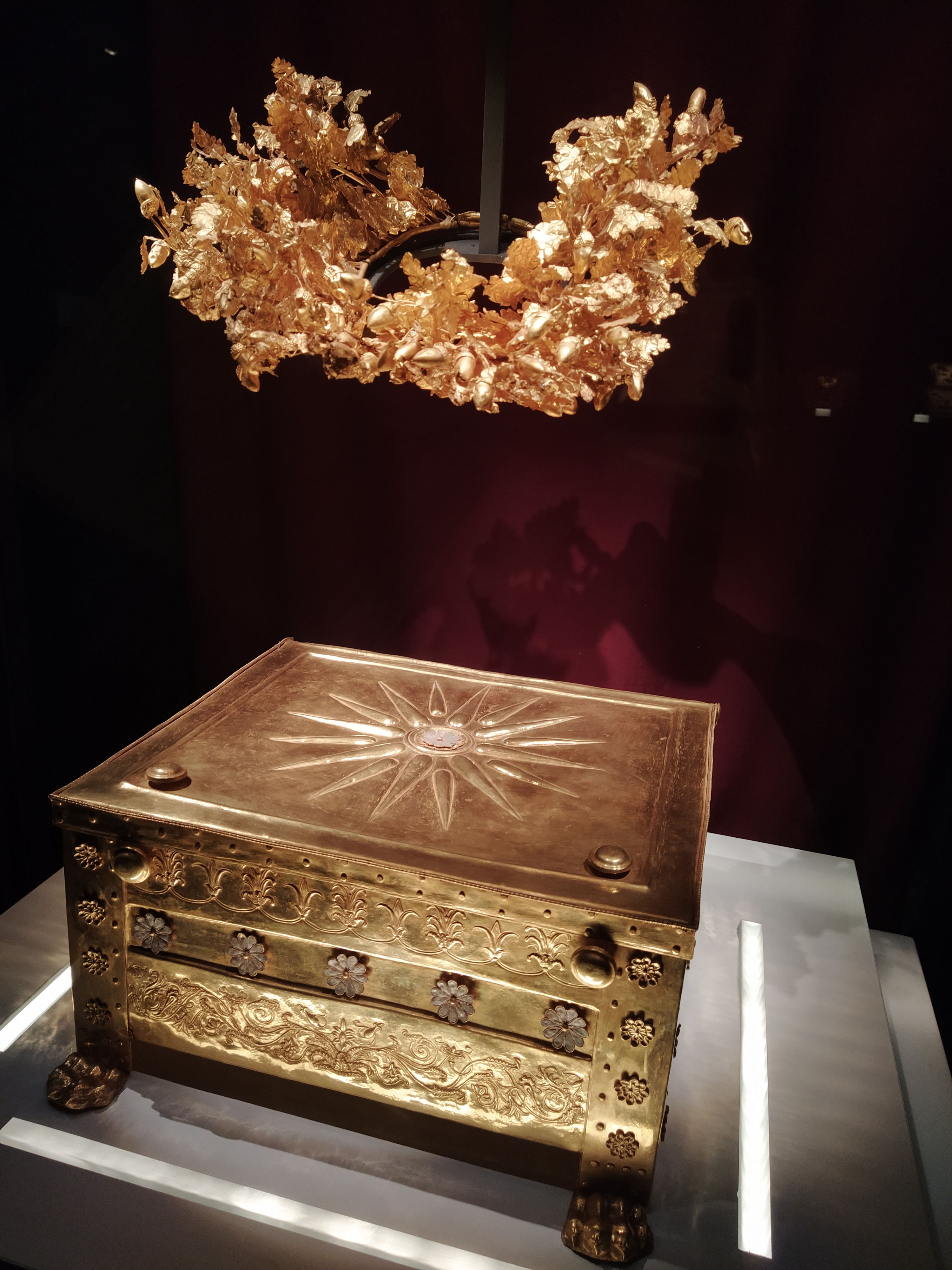
Larnax, waarin o.a. de beenderen van Philippus II zaten en de daarboven hangende kroon

Op 8 november 1977 beweerde de Griekse archeoloog Manolis Andronikos dat hij de ongeschonden tombe van Philippus II had gevonden in een grafheuvel in de Archeologische site van Aigai.
Vervolgens heerste er decennialang twijfel en werd er discussie gevoerd over de oorsprong van de beenderen in het graf. Want volgens sommigen konden ze ook toebehoren aan Philippus III, ofte Arrhideaus, de halfbroer van Alexander de Grote.
Maar antropologisch onderzoek wijst nu uit dat de botten van Philippus II van Macedonië zijn. Hij is de vader van Alexander III – beter bekend als Alexander de Grote – en regeerde van 359 tot 336 voor Christus over het huidige Griekenland en de Balkan.
De onderzoekers bestudeerden daarvoor 350 beenderen en botfragmenten – het lichaam was indertijd gecremeerd – die in de tombe lagen. Dat deden ze aan de hand van röntgenonderzoek met een elektronenmicroscoop. Ze vonden onder meer fracturen in het aangezicht. Uit historische bronnen is geweten dat Philippus tijdens een van zijn veldslagen door een pijl geraakt werd en zo blind werd aan zijn rechteroog.
Behalve de resten van Philippus II lagen er in een kleinere voorkamer van de tombe ook vrouwelijke beenderen. Die behoorden mogelijk toe aan de dochter van de Scythische koning Atheas, die in 339 voor Christus tegen Philippus II ten strijde trok.

### Museum
De graftombe van Philippus II is nog in situ; over de graftomben heen is tussen 1993 en 1997, in de grafheuvel, een museum gebouwd; sindsdien onderdeel van de Archeologische site van Aigai. In het museum zijn, naast de vele vondsten uit de opgegraven tombes, ook objecten tentoongesteld, die voorheen in het Archeologisch museum van Thessaloniki werden getoond.